# Scaptodrosophila plaua
Scaptodrosophila plaua är en tvåvingeart som först beskrevs av Toyohi Okada och Carson 1980.  Scaptodrosophila plaua ingår i släktet Scaptodrosophila och familjen daggflugor. Inga underarter finns listade i Catalogue of Life.